# Lijst van nummer 1-hits in de UK Singles Chart in 1958
Deze hits stonden in 1958 op nummer 1 in de UK Singles Chart:
| Datum        | Artiest                          | Titel                                                                |
| ------------ | -------------------------------- | -------------------------------------------------------------------- |
| 4 januari    | Harry Belafonte                  | Mary's boy child                                                     |
| 11 januari   | Jerry Lee Lewis                  | Great balls of fire                                                  |
| 18 januari   | Jerry Lee Lewis                  | Great balls of fire                                                  |
| 25 januari   | Elvis Presley                    | Jailhouse rock                                                       |
| 1 februari   | Elvis Presley                    | Jailhouse rock                                                       |
| 8 februari   | Elvis Presley                    | Jailhouse rock                                                       |
| 15 februari  | Michael Holliday                 | The story of my life                                                 |
| 22 februari  | Michael Holliday                 | The story of my life                                                 |
| 1 maart      | Perry Como                       | Magic moments                                                        |
| 8 maart      | Perry Como                       | Magic moments                                                        |
| 15 maart     | Perry Como                       | Magic moments                                                        |
| 22 maart     | Perry Como                       | Magic moments                                                        |
| 29 maart     | Perry Como                       | Magic moments                                                        |
| 5 april      | Perry Como                       | Magic moments                                                        |
| 12 april     | Perry Como                       | Magic moments                                                        |
| 19 april     | Perry Como                       | Magic moments                                                        |
| 26 april     | Marvin Rainwater                 | Whole lotta woman                                                    |
| 3 mei        | Marvin Rainwater                 | Whole lotta woman                                                    |
| 10 mei       | Marvin Rainwater                 | Whole lotta woman                                                    |
| 17 mei       | Connie Francis                   | Who's sorry now                                                      |
| 24 mei       | Connie Francis                   | Who's sorry now                                                      |
| 31 mei       | Connie Francis                   | Who's sorry now                                                      |
| 7 juni       | Connie Francis                   | Who's sorry now                                                      |
| 14 juni      | Connie Francis                   | Who's sorry now                                                      |
| 21 juni      | Connie Francis                   | Who's sorry now                                                      |
| 28 juni      | Vic Damone                       | On the street where you live                                         |
| 5 juli       | Vic Damone / The Everly Brothers | On the street where you live / All I have to do is dream / Claudette |
| 12 juli      | The Everly Brothers              | All I have to do is dream / Claudette                                |
| 19 juli      | The Everly Brothers              | All I have to do is dream / Claudette                                |
| 26 juli      | The Everly Brothers              | All I have to do is dream / Claudette                                |
| 2 augustus   | The Everly Brothers              | All I have to do is dream / Claudette                                |
| 9 augustus   | The Everly Brothers              | All I have to do is dream / Claudette                                |
| 16 augustus  | The Everly Brothers              | All I have to do is dream / Claudette                                |
| 23 augustus  | Kalin Twins                      | When                                                                 |
| 30 augustus  | Kalin Twins                      | When                                                                 |
| 6 september  | Kalin Twins                      | When                                                                 |
| 13 september | Kalin Twins                      | When                                                                 |
| 20 september | Kalin Twins                      | When                                                                 |
| 27 september | Connie Francis                   | Carolina moon / Stupid Cupid                                         |
| 4 oktober    | Connie Francis                   | Carolina moon / Stupid Cupid                                         |
| 11 oktober   | Connie Francis                   | Carolina moon / Stupid Cupid                                         |
| 18 oktober   | Connie Francis                   | Carolina moon / Stupid Cupid                                         |
| 25 oktober   | Connie Francis                   | Carolina moon / Stupid Cupid                                         |
| 1 november   | Connie Francis                   | Carolina moon / Stupid Cupid                                         |
| 8 november   | Tommy Edwards                    | It's all in the game                                                 |
| 15 november  | Tommy Edwards                    | It's all in the game                                                 |
| 22 november  | Tommy Edwards                    | It's all in the game                                                 |
| 29 november  | Jack Good & Lord Rockingham's XI | Hoots mon                                                            |
| 6 december   | Jack Good & Lord Rockingham's XI | Hoots mon                                                            |
| 13 december  | Jack Good & Lord Rockingham's XI | Hoots mon                                                            |
| 20 december  | Conway Twitty                    | It's only make believe                                               |
| 27 december  | Conway Twitty                    | It's only make believe                                               |

1952 ·
1953 ·
1954 ·
1955 ·
1956 ·
1957 ·
1958 ·
1959 ·
1960 ·
1961 ·
1962 ·
1963 ·
1964 ·
1965 ·
1966 ·
1967 ·
1968 ·
1969 ·
1970 ·
1971 ·
1972 ·
1973 ·
1974 ·
1975 ·
1976 ·
1977 ·
1978 ·
1979 ·
1980 ·
1981 ·
1982 ·
1983 ·
1984 ·
1985 ·
1986 ·
1987 ·
1988 ·
1989 ·
1990 ·
1991 ·
1992 ·
1993 ·
1994 ·
1995 ·
1996 ·
1997 ·
1998 ·
1999 ·
2000 ·
2001 ·
2002 ·
2003 ·
2004 ·
2005 ·
2006 ·
2007 ·
2008 ·
2009 ·
2010 ·
2011 ·
2012 ·
2013 ·
2014 ·
2015 ·
2016 ·
2017 ·
2018 ·
2019 ·
2020 ·
2021
- Noorwegen
- Verenigd Koninkrijk
- Verenigde Staten (Hot 100)